# Bruno Heck
Pour les articles homonymes, voir Heck.
Bruno Heck, né le 20 janvier 1917 à Aalen et décédé le 16 septembre 1989 à Blaubeuren, est un homme politique ouest-allemand, membre de l'Union chrétienne-démocrate d'Allemagne (CDU).
Coordinateur fédéral de la CDU entre 1952 et 1958, il est l'artisan de la victoire de 1957, lorsque la CDU/CSU remporte la majorité absolue au Bundestag, où il fait son entrée. En 1962, il est nommé ministre fédéral de la Famille, puis est choisi cinq ans plus tard pour occuper le nouveau poste de secrétaire général de la CDU. Il démissionne l'année suivante du gouvernement pour préparer la campagne des élections de 1969, qui marquent l'arrivée au pouvoir d'une alliance de centre-gauche.

## Biographie

### Une jeunesse marquée par la guerre
Il passe son Abitur en 1936 et entame des études supérieures de philosophie et de théologie à l'université de Tübingen. Il est contraint d'interrompre son cursus à cause de son service militaire, en 1938. Il sert ensuite dans la Luftwaffe, où il atteindra le grade de premier-lieutenant, jusqu'en 1945.
Après le conflit, il reprend ses études, auxquelles il adjoint de la philologie classique, et passe avec succès ses deux diplômes pédagogiques d'État. Il travaille comme inspecteur éducatif entre 1949 et 1950 puis, après avoir obtenu son doctorat en lettres, devient conseiller ministériel au ministère de l'Éducation du Land de Wurtemberg-Hohenzollern jusqu'en 1952.

### L'artisan de la majorité absolue fédérale
Membre de l'Union chrétienne-démocrate d'Allemagne (CDU) à partir de sa fondation en 1945, il est choisi sept ans plus tard par le président Konrad Adenauer comme coordinateur fédéral. Son plus grand succès à ce poste est sans aucun doute le résultat des élections fédérales de 1957, lorsque la CDU/CSU conquiert, avec 50,2 % des voix, la majorité absolue des sièges au Bundestag, fait unique dans l'histoire fédérale allemande. Pour ce faire, il avait étudié les méthodes de campagne américaines, et avait profité à plein du prestige d'Adenauer et de Ludwig Erhard.

### Député puis ministre fédéral
Il entre d'ailleurs au Bundestag à l'occasion de ce scrutin et prend la présidence de la commission de la Politique culturelle pour quatre ans. Après les élections de 1961, il devient coordinateur du groupe chrétien-démocrate. Le 13 décembre 1962, lors du remaniement ministériel consécutif à l'affaire du Spiegel, Bruno Heck est nommé ministre fédéral des Affaires familiales et juvéniles.
Il s'attache aux questions de jeunesse et structure l'office franco-allemand pour la jeunesse. Reconduit par le chancelier Ludwig Erhard en 1963, il est chargé de l'intérim du ministère fédéral du Logement après le départ des libéraux du cabinet, en novembre 1966. Le 1er décembre, il est maintenu dans la grande coalition de Kurt Georg Kiesinger. Il se déclare deux ans plus tard partisan d'un modèle familial en trois phases : les femmes mènent carrière jusqu'à la naissance de leur enfant, puis prennent un congé familial, et enfin retrouvent un emploi rémunérateur. Cette politique devait avoir pour conséquence d'amener de plus en plus de femmes au travail, mais elle s'est heurtée aux critiques des conservateurs.

### 1969: le passage dans l'opposition
Choisi comme premier titulaire du poste de secrétaire général de la CDU en 1967, il démissionne du gouvernement le 1er octobre 1968 pour se consacrer pleinement à la campagne des élections de 1969. Bien que la CDU/CSU, conduite par Kiesinger, reste la première force du Bundestag avec 46,1 % des voix, en léger recul, et 242 élus sur 496, elle doit passer dans l'opposition après la formation d'une alliance entre sociaux-démocrates et libéraux, qui contrôle 254 sièges. Il continue de siéger en tant que député fédéral jusqu'en 1976, mais renonce à son poste de secrétaire général après le remplacement de Kiesinger par Rainer Barzel à la présidence fédérale du parti, en 1971. Initiateur du nouveau siège de la CDU à Bonn, la Konrad-Adenauer-Haus, ouvert en 1972, il a également présidé la fondation Konrad Adenauer (KAS) de 1968 à 1989.

### La polémique chilienne
Il s'est en outre retrouvé, en 1973, au cœur d'une polémique après s'être rendu au Chili, à la suite du coup d'État du général Pinochet. Rendant compte de sa visite du stade de Santiago le 17 octobre, où s'entassaient cinq mille prisonniers, il a dénoncé des conditions de détention « indignes et révoltantes » car les détenus étaient maintenus à l'extérieur sous la pluie et dans le vent, alors même que l'endroit est plutôt agréable lorsqu'il est ensoleillé. Le journal Süddeutsche Zeitung l'a cité ainsi le lendemain : « Le stade est très agréable sous une météo ensoleillée de printemps », ce qui a conduit à des accusations de banalisation et de soutien au régime d'Augusto Pinochet. Face à ces attaques, il s'est défendu le 4 novembre, assurant que ces propos avaient été complètement inversés par le journal.

### Vie privée
Il est le fils de Josef, jardinier, et Magdalene Heck, une famille de catholiques du Jura souabe. Il fait en outre partie des fondateurs du mouvement de jeunesse catholique « Fédération de l'Allemagne nouvelle », dont ont fait partie Rainer Barzel, Hans Filbinger, Franz Meyers ou encore Bernhard Vogel.